# Prêmio Multishow de Música Brasileira para Gospel do Ano
Prêmio Multishow de Música Brasileira para Gospel do Ano é um prêmio dado anualmente no Prêmio Multishow de Música Brasileira, uma cerimônia que foi estabelecida em 1994 e originalmente chamada de Prêmio TVZ. A categoria foi criada em 2023, com o nome de Cristã do Ano, como parte de uma reformulação nas normas da Academia do Prêmio Multishow. Em 2024 a categoria passou a receber o nome atual. Anteriormente, o prêmio de Música do Ano englobava diversos ritmos musicais em uma única categoria. No entanto, a partir de 2023, essa categoria foi ramificada, dando origem a 11 novas categorias, cada uma dedicada a um estilo musical específico, incluindo a música gospel .
Essa mudança visou reconhecer a diversidade de gêneros presentes na música brasileira e dar maior espaço a estilos populares, que tem uma presença significativa no cenário musical do país. A Categoria Gospel do Ano destaca as músicas de maior impacto dentro do gênero, premiando artistas que contribuem para a evolução e popularidade das musicas religiosas no Brasil.

## Vencedores e indicados
| Ano  | Vencedor(a)                                         | Indicados | Ref.  |
| ---- | --------------------------------------------------- | --- | ----- |
| 2023 | "Deus Cuida de Mim" – Kleber Lucas e Caetano Veloso | - "Deixa" – Maria Marçal - "Deserto (Ao Vivo)" – Maria Marçal - "Me Atraiu" – Gabriela Rocha - "Ninguém Explica Deus" – Clovis e Ton Carfi - "Todavia Me Alegrarei (Ao Vivo)" – Sarah Beatriz                     | [ 8 ] |
| 2024 | "Bênçãos que Não Têm Fim" – Isadora Pompeo          | - "Batalhas Secretas" – Ton Carfi - "Lindo Momento" – Julliany Souza - "Ovelhinha" – Isadora Pompeo - "Toda Terra" – Gabriela Rocha - "Tu és + Águas Purificadoras" – Fhop Music, Débora Rabelo e Hamilton Rabelo | [ 9 ] |